# 2. Badminton-Bundesliga 2012/13
Die 2. Badminton-Bundesliga 2012/13 als zweithöchste deutsche Spielklasse in der Sportart Badminton war in zwei Staffeln unterteilt (Nord und Süd), in der jeweils acht Teams gegeneinander antraten. In die 1. Bundesliga stiegen der TSV Trittau und der SV Fun-Ball Dortelweil auf.

## 2. Bundesliga Nord
Abschlusstabelle
| Platz | Mannschaft               | Punkte | Spielpunkte |
| ----- | ------------------------ | ------ | ----------- |
| 1.    | TSV Trittau              | 21:07  | 67:45       |
| 2.    | Blau-Weiss Wittorf       | 17:11  | 63:49       |
| 3.    | BV Wesel Rot-Weiss       | 15:13  | 62:50       |
| 4.    | TV Refrath 2 (N)         | 15:13  | 55:57       |
| 5.    | Eintracht Südring Berlin | 14:14  | 54:58       |
| 6.    | STC Blau-Weiß Solingen   | 12:16  | 49:63       |
| 7.    | BC Hohenlimburg          | 10:18  | 49:63       |
| 8.    | Horner TV (N)            | 8:20   | 49:63       |

## 2. Bundesliga Süd
Abschlusstabelle
| Platz | Mannschaft                | Punkte | Spielpunkte |
| ----- | ------------------------- | ------ | ----------- |
| 1.    | SV Fun-Ball Dortelweil    | 25:03  | 76:36       |
| 2.    | SG Anspach (A)            | 21:07  | 75:37       |
| 3.    | TSV Neuhausen-Nymphenburg | 21:07  | 72:40       |
| 4.    | 1. BC Bischmisheim 2      | 13:15  | 53:59       |
| 5.    | TV Dillingen (N)          | 9:19   | 49:63       |
| 6.    | TSV Neubiberg-Ottobrunn   | 9:19   | 42:70       |
| 7.    | TG Hanau (N)              | 8:20   | 38:74       |
| 8.    | TV Wehen                  | 6:22   | 43:69       |